# Johann Joseph Rösler
Pour les articles homonymes, voir Rösler.
Ne pas confondre avec František Antonín Rösler, dit Antonio Rosetti.
Johann Joseph Rösler, aussi orthographié Ján Josef Rösler, est un compositeur, kapellmeister et pianiste bohémien de la période classique, né le 22 août 1771 à Schemnitz, dans le Royaume de Hongrie, et mort le 28 janvier 1813 à Prague.

## Biographie
On connaît mal sa jeunesse, mais son éducation musicale lui vient de l'étude de livres théoriques et de partitions classiques. Assez tôt, il travaille à Prague comme musicien de la chapelle, puis Kapellmeister du prince Joseph Franz von Lobkowitz et comptait, de ce fait, parmi les principaux musiciens pragois de l'époque. 
À partir de 1795, il est nommé chef d'orchestre à la troupe d'opéra dirigée par Guardasoni et, à ce titre, voyage en Allemagne pendant environ une décennie. Sa santé fragile l'empêche de continuer sa carrière artistique. À Vienne, où il séjourne un temps, il donne des leçons d'harmonie et de contrepoint, notamment au compositeur bohémien Anton Bayer.
Il laisse des symphonies, des quatuors à cordes, des sonates et des concertos pour piano, ainsi que des opéras, des arias et de la musique de scène. Un mouvement de l'un de ses concerts pour piano a un temps été attribué à Beethoven. En 1798, il écrit une cantate pour la commémoration de la mort de Wolfgang Amadeus Mozart (Cantate auf Mozart's Tod) qui est jouée à Prague.

## Œuvres
Johann Joseph Rösler laisse environ deux cents œuvres.

### Opéras
- La sorpresa (1796)
- Psiche e Amore (1797)
- La pace di Klentsch (1797)
- La forza dell’amore ossia Teresia e Claudio (1798), livret Luigi Piatoli
- Il custocle di se stesso (1806), livret Luigi Prividali
- Elisene, Prinzessin von Bulgarien (1807), livret Ignaz Franz Castelli
- Le due burle ossia Il gioco dell’amore e dell’arrando (1808)
- Die Rache oder Das Zauberschloß (1808)
- Clementine oder Die Felsen bei Arona (1809), livret Georg Friedrich Treitschke

### Musiques de scène
- Il cornetto oder Das Zauberhörnchen (1796)
- Il sarto Wez Wez oder Die Geburt des Schneiders Wezz (1796)
- Jasons Vermählung (1810)

## Discographie
- Quatuor à cordes op. 6 - Quatuor Stamic (12-14 septembre 1995, Panton 710369-2 / Supraphon) (OCLC 605346043)
- Concerto pour piano no 2 en mi bémol majeur [1803] ; Symphonie en ut majeur - Alena Hönigová, piano-forte ; Orchestre Eisenberg, dir. Jiří Sycha (2018, SACD Koramant Records) (OCLC 1079395268)